# هنری فروندو
هنری فروندو (انگلیسی: Henry Frendo؛ زادهٔ ۲۹ اوت ۱۹۴۸) تاریخ‌نگار اهل مالت است.
وی همچنین برندهٔ جوایزی همچون برنامه فولبرایت شده‌است.